# Платформа «Brave Inventors»
Brave Inventors — перша неурядова платформа українського військового винахідництва, яка об’єднує винахідників, інвесторів, бізнес та волонтерів навколо спільної ідеї — забезпечити ЗСУ інноваційним технічним обладнанням.
Метою проекту є підтримка українських виробників mil-tech, сприяння масштабуванню та зміцнення локального ринку сучасних технологій та інженерних рішень, необхідних українській армії. На даний момент платформа налічує більш ніж 100 команд виробників. Вони отримують менторську підтримку, доступ до бази інвесторів та партнерів, знаходять клієнтів та однодумців через платформу, отримують визнання в міжнародних та провідних українських ЗМІ.

## Історія
Платформа «Brave Inventors» було засновано у 2022 році з метою підтримки виробників mil-tech та створення військових інновацій.
10 серпні 2023 року на iForum 2023 винахідники платформи «Brave Inventors» представили свої винаходи у виставковій зоні «Місто майбутнього». Серед представлених винаходів були роботизований біонічний протез Versibionics, антидрон рушниця Kvertus, мобільна сонячна зарядна станція Samson та інші.
30 листопада 2023 року за підтримки Brave Inventors відбулася найбільша.  На виставці від Brave Inventors було 4 винаходи (безпілотний авіаційний комплекс «Хрущ», роботизований біонічний протез, коптер fury pro і БпЛА Shulika.
У 2023 році Brave Inventors отримали нагороду «PR-кампанія задля перемоги» у конкурсі PR-кейсів від Marketing Media Review. «За посилення фронту та потужний поштовх у розвитку української military tech галузі» платформу було визнано найкращою.
Платформа «Brave Inventors» увійшла в Книгу рекордів України за «Найбільшу кількість інвестиційних проєктів представлених одночасно».

## Діяльність
Платформа «Brave Inventors» здійснює збір донатів, залучення відповідальних бізнесів, інвесторів для масштабування виробництв, пошук партнерів та замовників, менторську підтримку, промоцію, та створення спільноти для обміну знаннями та досвідом у сфері  військового винахідництва. На платформі станом на кінець 2023 р. було представлено близько 100 команд та 150 винаходів.  Також було залучено приблизно 500 тисяч гривень у вигляді донатів.
Проект об’єднав понад 100 виробників військової техніки на одній платформі braveinventors.com, щоб запропонувати їм наступне :
- збір донатів через платформу
- залучення компаній, готових взяти винахідників під патронат
- залучення інвесторів для нарощування виробництва
- пошук партнерів і клієнтів
- менторська підтримка
- надання винахідникам допомоги з промоцією
- нетворкінг для обміну знаннями та досвідом

Проект є 100% благодійним і не отримує жодних комісійних чи іншої комерційної вигоди.
На самій платформі вже представлено більше 200 винаходів. Ці проекти вже залучили близько 500 тисяч гривень пожертв від компаній та українців, які бажають підтримати винахідників.
Перші успішні кейси вони показали, коли приватні інвестори починали партнерство з винахідниками. Також до платформи звертаються українські та іноземні ІТ-компанії з проханням втілити їхні інноваційні ідеї у готові винаходи. 
На платформі розміщені різні команди, такі як невеликі виробники, що власноруч створюють роботів-мінерів, так і  виробники, які мають великі підприємства та штат робітників.
Основною місією платформи «Brave Inventors» є підтримка винаходів, що допомагають ЗСУ. У межах платформи формуються партнерства, включно з переговорами з інвестиційними компаніями з ОАЕ, українськими венчурними фондами та британськими інжиніринговими компаніями, а також партнерства між приватними інвесторами та винахідниками.   Проєкт є благодійним та не отримує комісій чи комерційної вигоди.

## Винаходи
Платформу Brave Inventors ініціювала українська компанія Cosmolot 18 грудня 2022 року. Взимку 2023 року вона пожертвувала 100 млн грн на 50 модернізованих безпілотників нового покоління з інноваційною технологією, стійкою до РЕБ, що дозволяє знищувати ворога на великій відстані за лінією фронту.
Наразі це флагманський випадок співпраці в рамках платформи і доводить, що сьогодні жоден бізнес не може бути ізольованим від соціальних ініціатив, адже лише об’єднавши зусилля можна перемогти ворога.
Винахід баггі DRACARYS команди київських розробників вже отримав пожертви на суму 300 тис. грн. Автомобіль, який не знає перешкод, зібрав кошти завдяки благодійному турніру.
Також проект Brave Inventors зібрав 340 тис. грн пожертв від українців. Фінансування було надано компанії UA Dynamics, яка виробляє ударний БПЛА Punisher. 
Існує також випадок інвестиційної співпраці, коли інвестор обирає команду для інвестування певної суми грошей у виробництво однієї чи кількох копій свого винаходу. Як тільки винахід буде реалізовано, дохід становитиме капітал їхньої спільної компанії, і вони стають партнерами.
Винахід – бойовий модуль TGP на основі штучного інтелекту, багі «Хижак», FPV Witch-200, бойовий безпілотний комплекс REX, мобільна платформа UMP-1 Snail тощо.
Всього на платформі більше 200 винаходів:
- Зброя та аксесуари
- Системи розвідки та протипіхотні гармати
- Вантажні та автотранспортні засоби
- Інноваційне обладнання
- БПЛА та дрони
- Автоматизовані пристрої для розмінування
- Мобільні електростанції та станції зв'язку
- Та інше

Вони варіюються від виробників, які створюють високоякісні та найсучасніші роботизовані сапери прямо у своїх приватних гаражах, до:
- виробників з середніми виробництвами, в яких працює 10-20 осіб;
- компанії зі значним потенціалом, зі сформованими бізнес-моделями, великою робочою силою, з широким спектром винаходів, які також розвивають нові сфери виробництва.

## Партнери та організації
Станом на 2023 рік у проєкту ряд партнерів, серед яких юридична компанія Axon Partners, що допомагає із юридичною експертизою, та конструкторське бюро «Берил», що допомагає технічною експертизою, зокрема з проєктами, які знаходяться на стадії ідеї.
Brave Inventors мають понад 20 партнерів, які з їх допомогою посилюють платформу, надаючи менторську, юридичну, інформаційну, технічну та іншу підтримку командам розробників.
У проєкті є власний експертний пул, який складається із представника команди виробника українського БпЛА Panisher Максима Суботіна, волонтера та директора з розвитку благодійного фонду «Захист майбутнього» Бориса Волкова, а також військового, який є сертифікованим оператором БпЛА та інструктором з протитанкової і тактичної підготовки Дмитра «Лиса». Експерти здійснюють модерацію поданих проєктів та дають командам фідбек та певну менторську підтримку.
Повний перелік партнерів:
- Інвестиційна агенція «Invest UA»
- Axon Partners
- Оборонний альянс України
- Deus Hub
- Асоціація підприємців – ветеранів АТО
- EASE (European Association of Software Engineering)
- Департамент суспільних комунікацій КМДА
- КНП «Центр комунікації»
- InVenture Investment Group
- ГІДРО-ГІД
- Лабораторія ТОВ «Ін Консалтинг»
- Конструкторське бюро «Берил»

## Нагороди
Brave Inventors отримали нагороду «PR-кампанія для перемоги» в PR-конкурсі Marketing Media Review. Платформу відзначили за зміцнення лінії фронту та потужний поштовх для розвитку української військової промисловості.
Також проєкт Brave Inventors занесено до Книги рекордів України за «Найбільшу кількість інвестиційних проектів, представлених одночасно».

## Події
За ініціативи проекту Brave Inventors в рамках конференції «Великий день з НВ» відбулася панельна дискусія «Військово-промисловий комплекс», у якій взяли участь Сергій Притула та Михайло Федоров. 
10 серпня 2023 року відбувся IForum 2023 , на якому винахідники з платформи Brave Inventors представили свої інновації у виставковій зоні Місто Майбутнього. Серед представлених винаходів — робототехнічний біонічний протез Versibionics, антидронова рушниця Kvertus, мобільна сонячна зарядна станція Samson та інші. Brave Inventors виступили спонсорами Military Tech панелі на IForum 2023.
Дискусійні панелі, спонсоровані Brave Inventors:
- Побудова національної екосистеми оборонно-промислового комплексу;
- Об’єкти критичної інфраструктури: нові виклики безпеці у воєнний та післявоєнний періоди;
- Безпілотні роботизовані системи як зміна військової гри Інвестиції в українську ОПК OSINT;
- Сучасний український відкритий інтелект та його трансформація під час повномасштабного вторгнення.

У 2023-2024 роках Brave Inventors підтримали масштабну інвестиційну подію – виставку «Інвестмен». Brave Inventors представили на виставці свої винаходи. Це БПЛА «Хрущ» , робот-біонічний протез, коптер Fury Pro, БПЛА Shoolika, та інші. Були обговорені важливі теми щодо аспектів сучасного українського інвестування:
- інвестування в оборону та військові винаходи в годину війни;
- імідж надійного та стійкого інвестора;
- виклики, з якими можуть зіткнутися військові винахідники, та середовище для залучення іноземних інвестицій.

У січні 2024 року Brave Inventors взяли участь у шостій виставці-конференції UMEX в Абу-Дабі, найбільшій події на Близькому Сході, присвяченій дронам, робототехніці, безпілотним системам, симуляції, навчанню, штучному інтелекту та пов’язаним технологіям, які використовуються в оборонному та цивільному секторах.
Під час заходу Brave Inventors представили оновлений інвестиційний каталог, орієнтований на міжнародних партнерів, демонструючи українські інновації, зацікавлені у виході на світовий ринок і шукають іноземні інвестиції. Ця участь стала важливою віхою для платформи, відкривши нові можливості для українських винахідників і налагодивши зв’язки з представниками понад 40 компаній, включаючи потенційних інвесторів, партнерів, донорів, підрядників, експертів та зацікавлених сторін.